# Francesc Esteve Montégut
François-Étienne Montégut (Illa, 21 de novembre de 1758 - Constança, Alemanya, 3 d'octubre de 1827) fou un polític nord-català. És descrit en un informe de la policia de 1822 com un pagès sense instrucció. Per tant, sembla en el seu origen un partidari de la Revolució Francesa, i fou elegit diputat a la Convenció Nacional el 3 de setembre de 1792, el quart dels cinc diputats de la Catalunya del Nord amb 58 sobre 112 votants.
Durant el procés de Lluís XVI en gener de 1793, va votar a favor de la mort del rei.

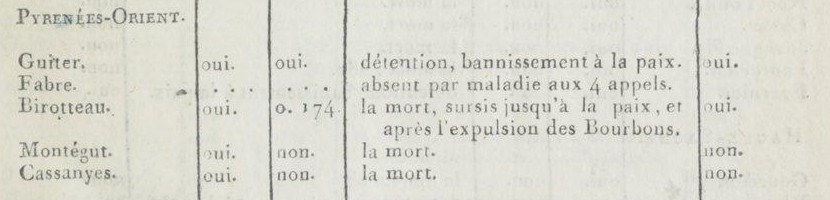
Vots dels diputats de la Catalunya del Nord sobre la mort de Lluís XVI

El 21 de vendimiari de l'any IV, fou elegit diputat pels Pirineus Orientals al Consell dels Cinc-Cents, amb 59 vots sobre 101 votants. Va abandonar aquesta assemblea l'any VI i no va ocupar cap càrrec públic des d'aleshores.

## Mandats
- 3 de setembre de 1792 - 25 de setembre de 1795: Diputat a la Convenció Nacional[3]
- 14 d'octubre de 1795 - 1 d'abril de 1798: Diputat al Consell dels Cinc-Cents[3]